# Гузій Петро Іванович
Петро́ Іва́нович Гузі́й  (*23 березня 1903 — †23 грудня 1937) — бандурист, актор-аматор, кооператор.
Народився в ст. Пашківській на Кубані. Учень Зота Діброви. Грав на діатонічній бандурі станичного майстра неповторної конструкції (зберігається в Краснодарському державному історико-археологічного музеї-заповіднику). Супроводжував музичні номери в українських операх. В українській класичній драматургії створив цілу галерею сценічних образів. Постійно виступав у станичному Народному домі як бандурист і актор. Виконував ролі з бандурою в п'єсах — Михайла Старицького «Богдан Хмельницький», Марка Кропивницького «Невольник» та ін., озвучував вокально-хорові номери у виставах — «Наталка Полтавка» Миколи Лисенка, «Запорожець за Дунаєм» Семена Гулака-Артемовського, «Катерина» Миколи Аркасаа тощо.
Арештований органами НКВД 1 грудня 1937 р. за звинуваченням у причетності до «контрреволюційної» повстанської організації. Родичі були переконані, що його «посадили за бандуру». Рішенням трійки управління НКВС Краснодарського краю 6 грудня 1937 р. засуджений до розстрілу. Загинув у м. Краснодар. Реабілітований 15 грудня 1956 р.